# はだし教育
はだし教育（はだしきょういく）とは主に小学校・幼稚園・保育園で、体を鍛えるために児童・幼児をなるべく裸足で生活させる活動である。

## 歴史
福島県白河市の白河市立関辺小学校で、当時の校長であった理崎三郎が、児童が裸足で水溜りで遊んでいるのを見て、足を自然の状態にするという発想が起こる。その後、足の指を自由に使う・土踏まずの成長に良い・暑い日でも足が蒸れない・風邪をひきにくくなる・足の裏を刺激することで脳の活性化・自然をじかに踏むことが大切・開放感を持つといった効果があるとのことで、全国の温暖な地域の学校ではだし教育が認められ、広まった。窮屈な上履きの靴が問題になって、足に無理がないように、足を開放する発想でもある。

## 問題点
運動場や校庭に大きな石やガラスくずが落ちていたり、校舎内に画鋲などが落ちていることがあるなど校内の安全管理が問題になったり、また周囲が過保護な場合があったりして、実施に消極的な学校もある。これに対し、裸足での生活を問題なく行うため物を散らかさないことや石拾いなど危険物をなくすようにきちんと校内の管理をすることをこまめにするよう気をつけるようにしたり、一部の学校では環境整備として裸足で運動しやすく、足の裏が心地よいようにと、運動場の一部に芝生を植えた学校もある。逆に、過度に実施し、冬季に足がしもやけになった子供に無理をさせた例もある。

## 評価
概して好評な場合が多く、新聞やテレビでは好意的に扱われる活動である。新聞・テレビ・ラジオの学校自慢には「元気の象徴」「発育・成績の向上に効果」「土踏まずの形成に効果が大きい」と好評価されがちである。体力づくりの実践として、大学の研究の対象となっている。